# サウンドリング
有限会社サウンドリング（英: Sound Ring）は、かつて存在した映画、アニメーションなどの音響効果制作を行う日本の企業である。

## 概要と沿革
E&Mプランニングセンターに所属していた伊藤道廣と石野貴久が1995年5月1日に設立。同社は同時期に活動を停止しており、事実上の後身にあたる。
主に東映アニメーション・J.C.STAFF・Production I.G・ガイナックス作品の音響効果やグロービジョン・フォニシア・マジックカプセル・HALF H・P STUDIOなどが音響制作を担当するアニメ作品に数多く参加していた。
2015年3月に放送終了した『マジンボーン』が最後の制作参加作品となった模様。
同年12月16日に解散（清算結了）（「企業情報」の法人番号公表サイトへのリンク先を参照）。

## 所属していたスタッフ
- 伊藤道廣（元E&Mプランニングセンター所属、→）（代表）※道広または道弘とクレジットされる例も有り。
- 石野貴久 (元E&Mプランニングセンター所属、2015年4月からちゅらサウンドへ移籍)
- 片岡陽三（元E&Mプランニングセンター所属、→）
- 森龍一
- 中沢真理子
- 村上大輔
- 大塚龍治
- 山田香織

## 過去の担当作品(E&M時代除く)

### TVアニメ
- 朝日放送制作日曜朝8時30分枠のアニメ (ABC-ANN) ※全て石野貴久担当
  - ご近所物語
  - 花より男子
  - 夢のクレヨン王国
  - おジャ魔女どれみシリーズ
  - 明日のナージャ
  - プリキュアシリーズ（『Go!プリンセスプリキュア』の途中まで）
- テレビ朝日系列土曜夜7時半→夜6時枠のアニメ (ANB)
  - SLAM DUNK ※伊藤道廣担当・E&Mから引継ぎ
  - 地獄先生ぬ〜べ〜 ※ここから石野貴久担当
  - 遊☆戯☆王（ANB）
  - 守護月天！ ※ここまで石野貴久担当
- ノイタミナ (CX)
  - 怪 〜ayakashi〜 ※伊藤道廣担当
  - モノノ怪 ※村上大輔担当
  - 墓場鬼太郎 ※村上大輔担当
  - 空中ブランコ ※伊藤道廣・山田香織（効果助手）担当
  - うさぎドロップ ※伊藤道廣・山田香織（効果助手）担当
  - ROBOTICS;NOTES ※石野貴久担当
- テレビ朝日深夜アニメ枠（ANB→EX）
  - 破邪巨星Gダンガイオー (ANB) ※石野貴久担当
  - 勝負師伝説 哲也 (ANB) ※石野貴久担当
  - 魔法遣いに大切なこと 〜夏のソラ〜 (EX) ※村上大輔担当
  - RED GARDEN (EX) ※村上大輔担当
- 世界名作童話シリーズ ワ〜ォ!メルヘン王国 (CX) ※片岡陽三担当
- キテレツ大百科 (CX) ※#308から、片岡陽三担当
- 南海奇皇 (WOWOW) ※石野貴久担当
- 魔装機神サイバスター (TX) ※石野貴久担当
- しあわせソウのオコジョさん (TX) ※石野貴久担当
- 藍より青しシリーズ（CX→UHF）※石野貴久担当
- ごくせん (NTV) ※石野貴久担当
- ななみちゃん (NHK) ※石野貴久担当
- MÄR -メルヘヴン- (TX) ※石野貴久担当
- 風人物語  ※石野貴久担当
- true tears (UHF) ※石野貴久担当
- ティアーズ・トゥ・ティアラ 花冠の大地 (UHF) ※石野貴久担当
- アスラクライン (UHF) ※石野貴久(EX005～EX013)・村上大輔(EX001～EX004, Season2)担当
- バカとテストと召喚獣シリーズ (TX) ※石野貴久担当
- 侵略!イカ娘シリーズ (TX) ※伊藤道廣・石野貴久（効果助手）担当
- はっぴーカッピ (TX) ※石野貴久担当
- 鉄コミュニケイション (WOWOW) ※伊藤道廣担当
- よんでますよ、アザゼルさん。 (UHF) ※伊藤道廣・山田香織（効果助手）担当
- アガサ・クリスティーの名探偵ポワロとマープル (NHK) ※伊藤道廣担当
- うたわれるもの (UHF) ※伊藤道廣担当
- エア・ギア (TX) ※伊藤道廣担当
- お伽草子 (NTV) ※伊藤道廣担当
- おもいっきり科学アドベンチャー そーなんだ! (TX) ※伊藤道廣担当
- Kanon（カノン） (CX) ※伊藤道廣担当
- カスミン (NHK) ※伊藤道廣担当
- 金田一少年の事件簿 (ytv-NNS) ※伊藤道廣・石野貴久 (TVSP) 担当
- キン肉マンII世シリーズ (TX) ※伊藤道廣担当
- クプ〜っ!! まめゴマ！ (UHF) ※伊藤道廣・山田香織担当
- SAMURAI GIRL リアルバウトハイスクール ※伊藤道廣担当
- デルトラクエスト (TVA-TXN) ※伊藤道廣・山田香織（効果助手）担当
- テレパシー少女 蘭 (NHK)
- 爆れつハンター (TX) ※伊藤道廣担当・「サウンドリング」の社名が初めてクレジットされる
- xxxHOLiCシリーズ (TBS) ※伊藤道廣担当
- プリンセスチュチュ (KIDS) ※伊藤道廣・森龍一（効果助手）担当
- リストランテ・パラディーゾ (CX) ※伊藤道廣・山田香織（効果助手）担当
- エアマスター (NTV) ※村上大輔担当
- 今日の5の2 (TX) ※村上大輔担当
- グイン・サーガ (NHK) ※村上大輔担当
- 生徒会役員共 (UHF) ※村上大輔担当、OVA#14以降は北方将実（フィズサウンド）へ交代
- PRISM ARK (UHF) ※村上大輔担当
- もっとTo LOVEる -とらぶる- (UHF) ※村上大輔担当
- れでぃ×ばと! (AT-X) ※村上大輔担当
- マリー&ガリー (NHK) ※山田香織担当
- オオカミさんと七人の仲間たち (UHF) ※山田香織担当
- バクマン。シリーズ (NHK) ※山田香織担当
- キルミーベイベー (TBS) ※山田香織担当
- えびてん 公立海老栖川高校天悶部 (UHF) ※山田香織担当
- さくら荘のペットな彼女 (MBS-UHF) ※山田香織担当
- よんでますよ、アザゼルさん。Z (UHF) ※山田香織担当
- ステラ女学院高等科C3部 (TBS) ※山田香織担当
- 京騒戯画 (UHF) ※石野貴久担当
- GO!GO!575 (UHF) ※山田香織担当
- 星刻の竜騎士 (UHF) ※山田香織担当
- 金田一少年の事件簿R（第一期） (ytv-NNS) ※伊藤道廣担当
- 団地ともお (NHK) ※伊藤道廣担当
- マジンボーン (TX) ※石野貴久担当

### 映画
- テイルズ オブ ヴェスペリア 〜The First Strike〜 ※伊藤道廣・石野貴久担当
- 連句アニメーション「冬の日」 ※伊藤道廣担当
- ONE PIECE 夢のサッカー王！ ※伊藤道廣担当
- スタジオジブリ作品 ※全て伊藤道廣担当
  - もののけ姫
  - ホーホケキョ となりの山田くん
  - 千と千尋の神隠し (アニメ・サウンドの野口透と共同担当)
  - くじらとり
  - コロの大さんぽ
  - めいとこねこバス
  - ギブリーズ episode2
- 銀河鉄道999 エターナル・ファンタジー

### OVA
- SHADOW SKILL ※伊藤道廣担当
- がぁーでぃあんHearts ※石野貴久担当
- 鉄拳 -TEKKEN-  ※石野貴久担当
- 君のいる町 ※伊藤道廣・山田香織(#2)担当
- ナゾトキ姫は名探偵♥ ※山田香織担当
- 12歳。 ※山田香織担当
- AIKa R-16:VIRGIN MISSION ※村上大輔担当
- AIKa ZERO ※村上大輔担当
- うたわれるもの  ※村上大輔担当
- きらめき☆プロジェクト ※村上大輔担当
- デッドガールズ ※村上大輔担当
- よんでますよ、アザゼルさん。 ※伊藤道廣・山田香織（効果助手）担当
- わんおふ -one off- ※伊藤道廣・山田香織・大塚龍治（以上効果助手）担当

### Webアニメ・その他
- 魔法遊戯 ※伊藤道廣・石野貴久担当
- ミニパト ※石野貴久担当
- 押井守シアター ケルベロス鋼鉄の猟犬 ※伊藤道廣担当
- 機動警察パトレイバー the Movie ※5.1chバージョン 伊藤道廣担当・倉橋静男と共同担当
- 機動警察パトレイバー 2 the Movie ※5.1chバージョン 伊藤道廣担当
- Bonjour♪恋味パティスリー ※山田香織担当